# Antoni Reig i Casassas
Antoni Reig i Casassas (Taradell, 1971) és, des de febrer de 2016, director del Consell Català de l'Esport de la Generalitat de Catalunya.
Pel que fa als estudis, és diplomat en informàtica de gestió (EUV-UPC), postgrau en programació de la UPC, en periodisme digital de la UOC i MBA per la UVic-UCC. Va treballar al Departament de Tecnologia de la Informació de Proquimia, SA. També ha fet de consultor de SAP, d'analista i programador web. Va participar activament en el moviment escolta, entre 2003 i 2005 va ser comissari internacional dels Minyons Escoltes i Guies de Catalunya. Va ser president del Consell Nacional de la Joventut de Catalunya (CNJC), entre els anys 2006 i 2007. En l'àmbit associatiu, des del 2006 va ser membre de la Junta Nacional d'Òmnium Cultural i vicepresident de la Junta d'Òmnium Osona. Va ser director general de Joventut des del 2011 i fins al 2016 així com president de l'Agència Catalana de Joventut.